# ヒルディセントコントロール

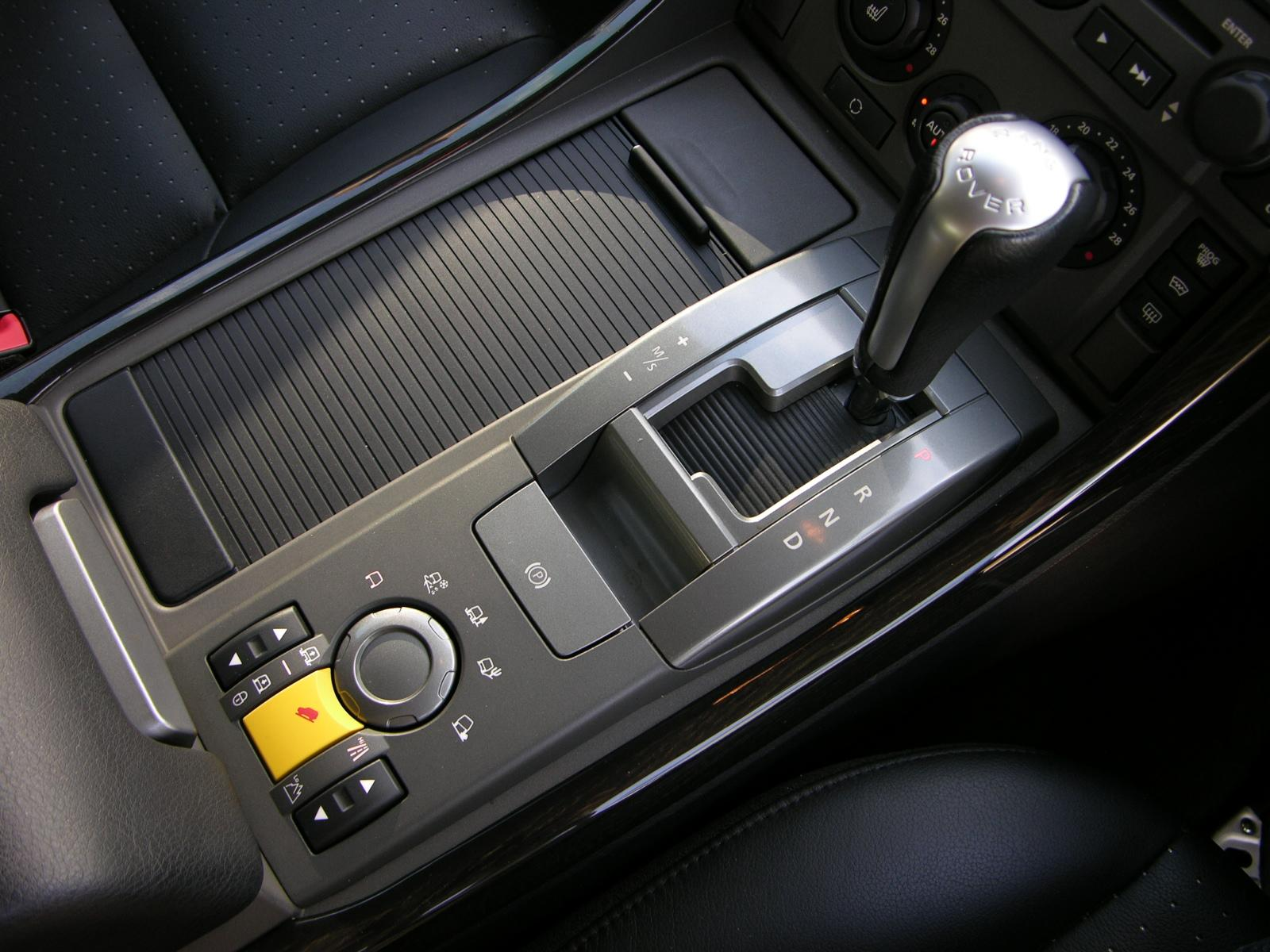
レンジローバースポーツのフロアコンソール。写真左下、坂を下る車が描かれた黄色いボタンがヒルディセントコントロールスイッチである。

ヒルディセントコントロール (Hill Descent Control, HDC) は、四輪駆動車の走行安定制御技術の一つ。「ヒルディセント」は英語で坂 (hill) を下りること (descent) を意味する。四輪駆動車で滑りやすい急な坂道を下る際、4輪それぞれに自動的にブレーキをかけ、速度を低く抑えつつ、安定した車両姿勢て降坂する機能である。下り坂には、上り坂の途中でトラクションを失い後退する場合も含まれる。自動車メーカーによってはダウンヒルアシストコントロール (Down hill Assist Control, DAC) とも呼ぶ。
ヒルディセントコントロールは、エンジンブレーキだけでは減速しきれないような急な下り坂や、オフロード、積雪路などにおいて、自動ブレーキ制御を介入させて数 km/hないし十数 km/hの車速を維持し、運転者を補助する。アンチロック・ブレーキ・システム（ABS）とトラクションコントロールを利用したものであるが、使用できる速度域が極低速から40 km/h程度までに限られること、ブレーキペダルやアクセルペダルの操作が不要な（ペダル操作でHDCが解除される）点が特徴である。
運転が困難な路面状況でもハンドル操作に集中できる利点があるが、極端な泥濘や凍結路面など、タイヤのグリップ力の限界を超えるような場合には、速度や姿勢を保てない場合がある。

## 動向

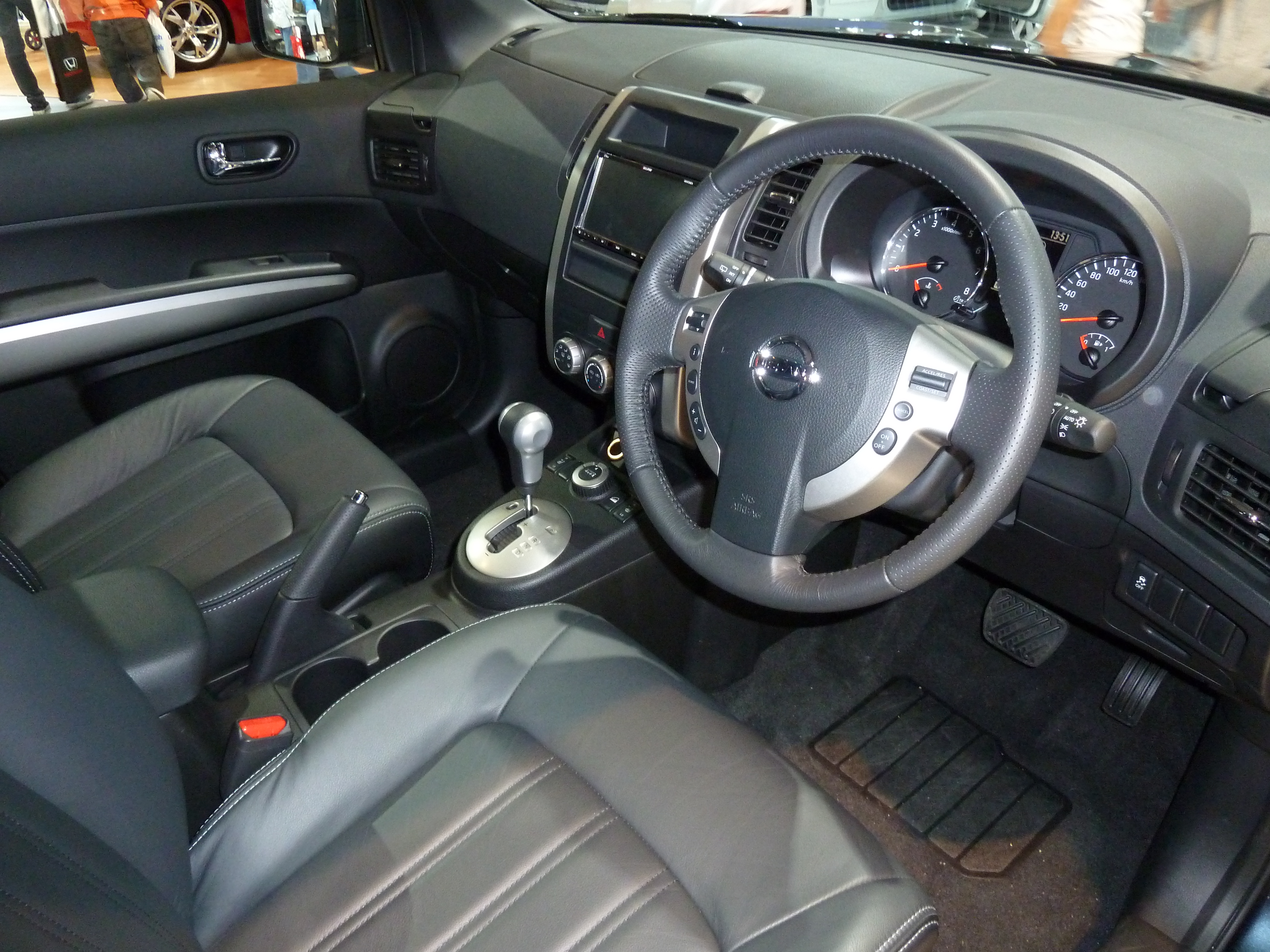
日産・エクストレイル（2代目）の運転席。シフトノブの奥、4WDモードスイッチの右横にヒルディセントコントロールスイッチがある。

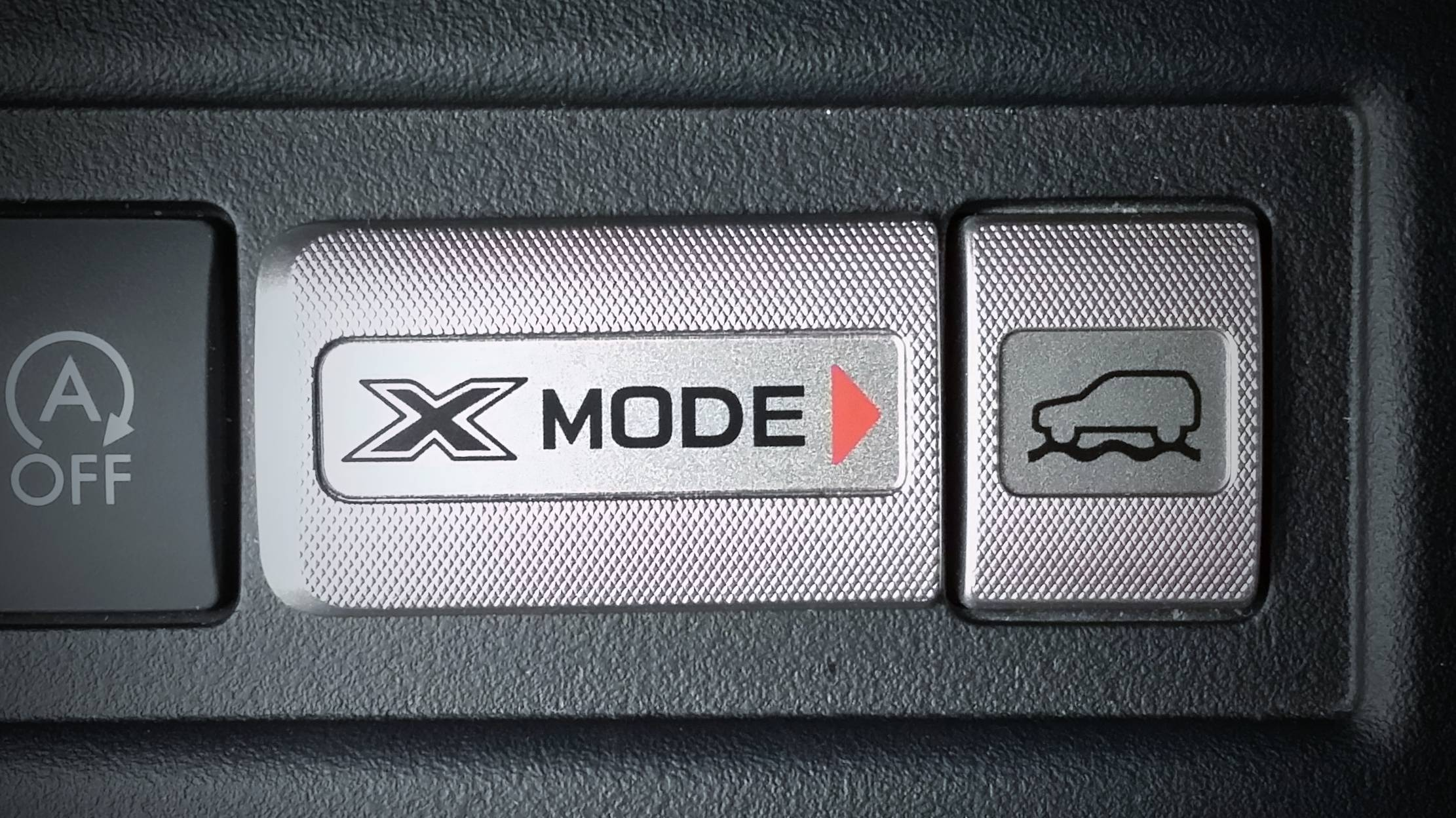
スバル・フォレスター（4代目）のX-MODEスイッチ（左はアイドリングストップON/OFFスイッチ）。

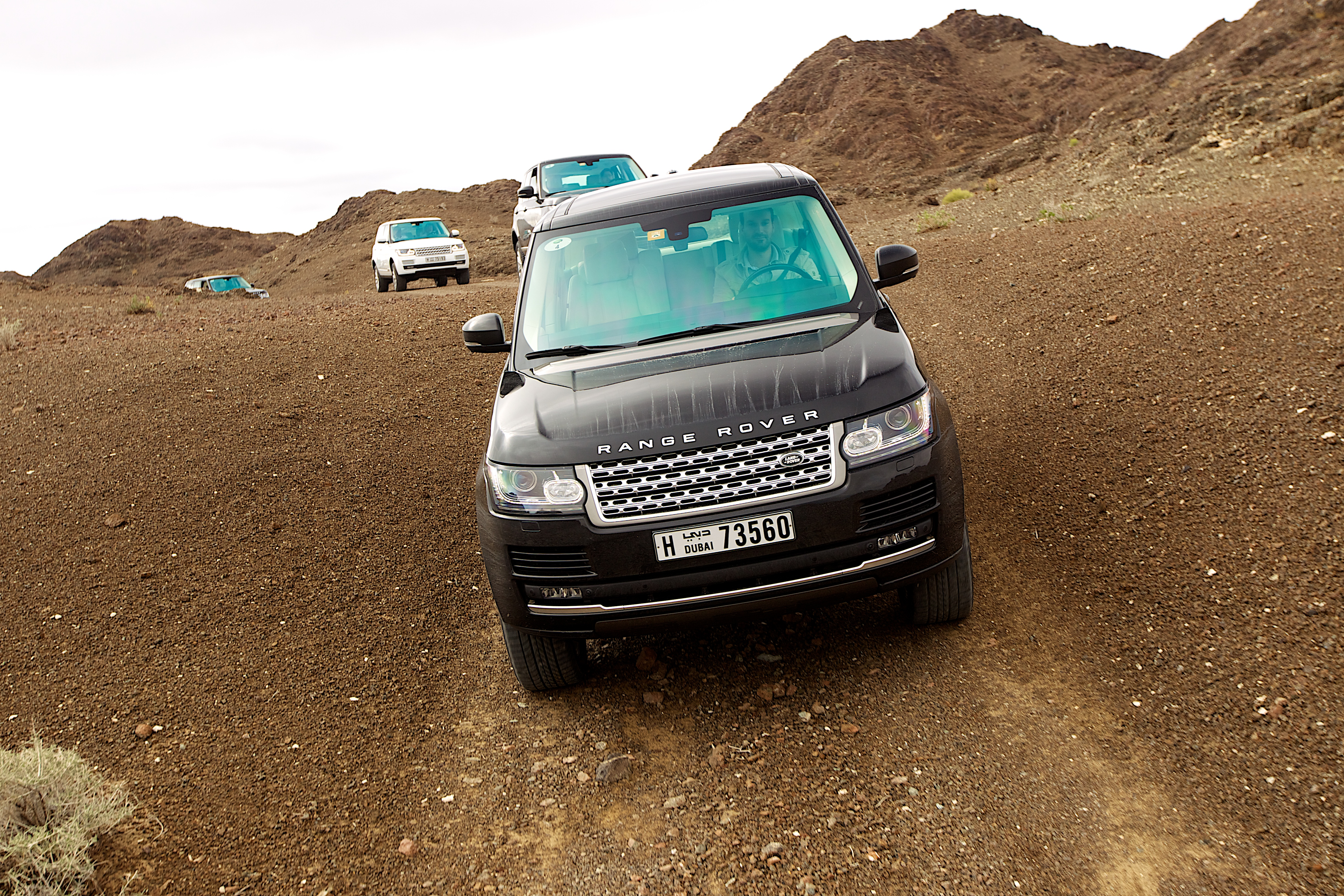
ヒルディセントコントロールの特許を有するランドローバー。。
写真はメディア向け試乗会でのレンジローバー

各自動車メーカーによるヒルディセントコントロールの採用動向は下記の通り。
- ランドローバー - 2002年、フリーランダーの2003年モデルに世界初採用、以降、同ブランドの全車に搭載[7]。
- ジープ・チェロキー - 「セレクスピードコントロール」の一機能として搭載[8]。
- スズキ
  - イグニス - 7 %以上の下り勾配において車速約7 km/hを維持[9]。
  - エスクード - 車速約10 km/hを維持[10]。エスクード2.4（4AT車）は「4H LOCK」時で約10 km/h、「4L LOCK」時では約5 km/hを維持する[11]。
  - ハスラー - 車速約7 km/hを維持[12]。
  - ジムニー - トランスファーレバーが4Hまたは4Lの状態で、車速25 km/h以下かつ勾配約7 %以上の場合に作動。AT車のP、Nレンジでは作動しない[13]。
- スバル
  - フォレスター、レガシィアウトバック - エンジンおよび駆動系を統合制御する「X-MODE」の一機能として搭載[14][15][16]。
- ダイハツ・キャストアクティバ - 「ダウンヒルアシストコントロール」の名称を用いる。前進時4 - 15 km/h、後退時4 km/hを維持する[17]。
- トヨタ
  - ランドクルーザープラド/250、FJクルーザー - 「ダウンヒルアシストコントロール」の名称を用いる。タイヤをロックさせることなく、車速を約5 km/hに保つ[18][19][20]。
- 日産
  - 日産・エクストレイル（2代目）- 車速7 km/hを維持する[21]。速度設定機能が付いたものは「アドバンスドヒルディセントコントロール」と呼ばれ、状況に応じて4 - 15 km/hの範囲で車速調節が可能[22]。海外向けのパスファインダーやタイタン、フロンティアにも搭載されている[23][24][25]。
- BMW[26]
- 三菱・パジェロスポーツ（海外向け） - ペダルから足を離した時の車速 (2 - 20 km/h) を維持[27]。